# Neue Melodien-Quadrille
Die Neue Melodien-Quadrille ist eine Quadrille von Johann Strauss Sohn (op. 254). Sie  wurde am 17. März 1861 im Dianabad-Saal in Wien erstmals aufgeführt.

## Einzelnachweis
1. ↑  Quelle: Englische Version des Booklets (Seite 42) in der 52 CDs umfassenden Gesamtausgabe der Orchesterwerke von Johann Strauß (Sohn), Hrsg. Naxos (Label). Das Werk ist als zehnter Titel auf der 13. CD zu hören.